# Vojice
Vojice jsou severozápadní část obce Podhorní Újezd a Vojice v okrese Jičín. Prochází tudy železniční trať Hradec Králové – Turnov a silnice I/35. V roce 2009 zde bylo evidováno 187 adres. V roce 2001 zde trvale žilo 339 obyvatel.
Vojice jsou také název katastrálního území o rozloze 4,57 km2.

## Historie
První písemná zmínka o obci pochází z roku 1357.

## Pamětihodnosti
- Pomník Mistra Jana Husa odhalený 7. července 1897 jako první na českém venkově
- Socha sv. Jana Nepomuckého